# Nicolás de Pellevé
Nicolás kardinal de Pellevé, francoski rimskokatoliški duhovnik, škof in kardinal, * 18. oktober 1518, Jouy-sous-Thelle, † 22. marec 1594.

## Življenjepis
Leta 1552 je bil imenovan za škofa Amiensa in leta 1562 za nadškofa Sensa.
17. maja 1570 je bil povzdignjen v kardinala.
Leta 1588 je bil imenovan za nadškofa Reimsa.